# 北尾誠二郎
北尾 誠二郎（きたお せいじろう、1911年9月15日 - 2006年9月28日）は、日本の実業家、京都薬品工業創業者である。

## 来歴
1911年（明治44年）9月15日、京都市下京区で父・伊三郎、母・つねの次男として生まれた。北尾家は「菱屋藤兵衛」の屋号の商家で、祖父の代より四条堀川で郵便局を営んでいた。誠二郎は郁文尋常小学校を卒業後京都市立第一商業学校（京都一商、現 京都市立西京高校）に進学。その後、祖父の勧めもあり、薬学を志して1929年に大阪薬学専門学校（現 大阪大学大学院薬学研究科・薬学部）へ進んだ。1932年3月に卒業したが、折しも昭和恐慌による不況の真っただ中で、企業の求人はなかった。2年間にわたり母校の教授の石正茂太郎の助手を務めたのち、石正の推薦で京都帝国大学医学部附属病院（現 京都大学医学部附属病院）の薬局に勤務した。在局中は代田稔教授の指導を受け、ホウ酸軟膏の滅菌に関する研究を行った。1935年、父の懇意で日本新薬社長の市野瀬潜の紹介で内務省東京衛生試験場の助手として入所。過酸化水素の安定剤やビタミンCの合成、ロベリア草から塩酸ロベリンの製造の研究などを行った。1938年、衛生兵として召集され、はじめ東京衛生試験所、3か月の訓練ののち京都陸軍病院（現 国立病院機構京都医療センター）に転属になったが、その半年後に原因不明の手足の麻痺で除隊となった。半年間の静養で症状がなくなり、東京衛生試験所に戻った。大阪薬専から日本新薬の技師長に移った石正茂太郎と、同社専務の高田桂の誘いを受け、1940年に日本新薬に入社。駆虫薬のサントニンの製造を担当した。1942年9月、田中化学工業所を経営していた田中督憲の娘・敏子と見合いをし、同年12月17日に平安神宮で結婚式を挙げた。1943年12月18日に長男の恭一、1946年1月20日に次男の和彦、1948年4月10日に三男の哲郎が誕生した。
第二次世界大戦後。田中化学工業所はほとんど稼働しておらず、敏子の兄の清は工場を継がず京都繊維専門学校（現 京都工芸繊維大学）の講師をしていた。和彦が誕生した際に、誠二郎は清に、共同で製薬会社を興すことを持ち掛ける。清はこれを快諾。日本新薬在籍中に世話になった監査役の金生悦に相談したところ、金生と親交のある藤田親信を紹介された。藤田はスイスの製薬会社チバ（現 ノバルティス）の日本のプロパーを務め、薬学の知識が豊富でドイツ語も堪能であった。チバを退職したばかりの藤田は、誠二郎と意気投合する。
1946年9月5日、京都市中京区西ノ京月輪町38に、資本金15万円をもって京都薬品工業株式会社設立。誠二郎と田中清が代表取締役となり、藤田は常務取締役に就いた。
1954年4月には京都薬品工業が取引先の稲畑産業から日東薬品工業を買い受け、誠二郎は代表取締役に就任した。1959年には、京都に本社あるいは工場・研究所を有する12社の製薬会社で組織された京都製薬協会の副会長に就任した。
恭一は1955年8月21日、小学6年生の時に神奈川県の鵠沼海岸で遊泳中に不慮の事故で亡くなる。父・伊三郎は1962年11月29日、心筋梗塞で死去した。享年79。
次男の和彦は大阪大学大学院薬学研究科の修士課程を修了し、1971年4月に京都薬品工業に入社。三男の哲郎は同志社大学卒業後住友銀行に7年間勤務したのち、1978年3月に京都薬品工業子会社の日東薬品工業に入社した。
1981年7月から1年間、京都ロータリークラブ会長を務める。1987年8月、誠二郎は京都薬品工業の会長職に退き、和彦が代表取締役社長に就任した。1990年5月には日東薬品工業でも誠二郎は会長職となり、哲郎に社長の座を譲った。1992年には、33年間務めた京都製薬協会の副会長を退任し、和彦と交代した。1994年4月16日、妻敏子死去。
2006年9月28日、死去。享年95。10月20日に、京都薬品工業・日東薬品工業両社の社葬が百萬遍知恩寺で執り行われた。

## 表彰・受章
1973年11月、10年間にわたり京都府薬事審議会委員を務めたことが評価され、京都府知事から地方自治功労表彰を受けた。1980年、33年に渡り社長として社業の発展に尽力したこと、17年間京都製薬協会の副会長を務めた功績から、薬事功労者として厚生大臣表彰を受ける。1989年4月には勲六等単光旭日章を受章した。